# Store Broder (1984)
Store Broder er en figur i George Orwells roman 1984 (originaltitel Nineteen Eighty-Four) og den gådefulde diktator i Oceanien – den totalitære stat drevet til sin yderste konsekvens. I det samfund, som Orwell beskriver, overvåges alle af myndighederne, primært via teleskærme. Folk bliver hele tiden mindet om dette af slagordet "Store Broder ser dig".
Beskrivelsen af Store Broders udseende giver mindelser om Josef Stalin eller Lord Kitchener. Det er i romanen ikke helt klart. om han eksisterer i virkeligheden som en person, eller om han er en figur, skabt af staten. Men da torturbødlen O'Brien fra Inderpartiet siger til Winston Smith, at Store Broder ikke kan dø, tyder det på, at han er personificeringen af Partiet. I den bog, som Emmanuel Goldstein angiveligt har skrevet (dens oprindelse viser sig senere at være af mere kompliceret oprindelse), står der: "Ingen har nogensinde set Store Broder. Han er et ansigt på murene, en stemme fra teleskærmen. […] Store Broder er den forklædning, hvor under Partiet foretrækker at fremtræde for verden. Hans opgave er at fungere som samlingspunkt for kærlighed, frygt og ærbødighed, følelser som man lettest nærer for en person end for en organisation." (Se Goldsteins bog). I Partiets propaganda fremstår Store Broder dog som en virkelig person, der sammen med Emmanuel Goldstein var en af Partiets stiftere. Hans virkelige navn nævnes ikke og er ikke offentligt kendt.

## Kærlighed til Store Broder
Oceaniens loyale borgere frygter ikke Store Broder men elsker og tilbeder ham. De føler, at han beskytter dem mod alverdens ondskab. Denne tilsyneladende kærlighed illustreres til slut i de To Minutters Had:
"Nu begyndte hele forsamlingen med dybe stemmer langsomt og rytmisk at råbe: "S-B! … S-B! … S-B!" – igen og igen, meget langsomt med en lang pause mellem "S" og "B" – en tung mumlende lyd, vild og forunderlig med en undertone af nøgne fødders trampen og tam-tam'ers monotone rytme. Det blev de ved med i ca. tredive sekunder. Det var et råb, som ofte hørtes, når følelserne steg til ekstase. Det var til dels en hymne til Store Broders ophøjede visdom, men det var i endnu højere grad en form for selvsuggestion, hvor man bedøvede sig ved hjælp af rytmisk støj."

## Store Broders angivelige oprindelse
I essaydelen af sin roman 1985 hævder Anthony Burgess, at Orwell fik ideen til Store Broder fra reklameplakater, som var meget fremme under 2. verdenskrig, og som reklamerede for brevkurser fra et firma ved navn Bennett's.
De oprindelige plakater skulle have vist Bennett selv – en venligt udseende ældre herre, der tilbød hjælp til kommende elever med sloganet "Lad mig være din far".
Da Bennett døde, blev firmaet overtaget af hans søn, hvis ret aggressive ansigt derefter kom til at figurere på plakaterne sammen med et nyt slogan: "Lad mig være din store broder".
Det ideologiske grundlag for Store Broder kommer sandsynligvis fra Leo Tolstoys roman Krig og fred, især diskussionen om historievidenskab i epilogens anden del. Napoleon Bonaparte og adskillige andre militære og politiske personer, som normalt anses for genier, beskrives som årsagen til menneskehedens og nationernes udvikling. Orwell har tilsyneladende trukket på dette værk i sin opfindelse af netop en sådan patriarkalsk figur.
På den tid, hvor Orwell skrev 1984, var der desuden adskillige nationale ledere med betragtelig magt, bl.a. den engelske premierminister Winston Churchill, den amerikanske præsident Franklin D. Roosevelt og lederen af Sovjetunionen, Josef Stalin. Blandt andre Stalin udviklede en personkult omkring sig selv.

Denne artikel er en oversættelse af artiklen Big Brother på den engelske Wikipedia. Oversættelsen tager i sin sprogbrug desuden udgangspunkt i den danske udgave af 1984 (Gyldendals Tranebøger 1973), oversat af Paul Monrad.